# Pes horský
Pes horský (Lycalopex culpaeus), známý též pod jménem liška patagonská, je jihoamerickou šelmou. Je to druhá největší jihoamerická psovitá šelma hned po psu hřivnatém. Vyskytuje se v horách (až do výšky 4800 m) a travnatých pláních na území Ekvádoru, Peru, Bolívie, Argentiny a Chile. Uměle byl vysazen na Falklandách.
Tato šelma dosahuje celkové délky 95–132 cm, z toho samotný ocas měří 32–44 cm, a hmotnosti 5–13 kg (průměrná váha samce je 11,4 kg, samice 8,4 kg). Má šedivou až oranžovou barvu srsti s bílou skvrnou na bradě a na zádech má výrazný tmavý pruh. Zbarvení se může ještě lišit podle toho, kde přesně jedinec žije. Vzhledem je pes horský velmi podobný lišce obecné.
Pes horský loví především drobné hlodavce, králíky, ptáky a ještěrky. Někdy se živí i ovocem nebo loví ovce a jiná hospodářská zvířata, proto je člověkem pronásledován. V některých oblastech jeho početní stavy ubývají, ale v současné době nehrozí, že by byl druh bezprostředně ohrožen vyhynutím.